# Экологический ресурс
Экологические ресурсы — средообразующие компоненты, которые обеспечивают экологическое равновесие в природе, в том числе энергия, вещества и организмы.
Продовольственная и сельскохозяйственная организация ООН (ФАО, FAO, Food and Agriculture Organization) дала следующее общее описание экологических ресурсов (environmental resources) для их различения от природных ресурсов (natural resources) «Экологические ресурсы — это компоненты земельных ресурсов и землепользования (природопользования), которые имеют внутреннюю ценность сами по себе, или имеют значение для долгосрочной устойчивости землепользования населением Земли, либо на местном, региональном и глобальном уровнях».

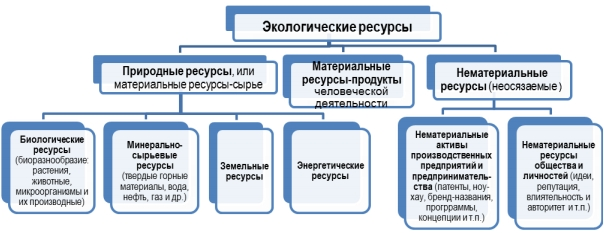
Схема составных компонентов экологических ресурсов.

## Природные ресурсы
Частным случаем экологических ресурсов являются природные ресурсы — это те экологические ресурсы, которые человек непосредственно использует.
В различных отраслях своей деятельности используются разные природные ресурсы, при этом экологические ресурсы определяются применительно к этим отраслям, например:
1. Экологические ресурсы сельского хозяйства — экологические факторы, оказывающие определяющее влияние на возможность возделывания растений[6].
2. Экологический ресурс воздушного бассейна — возможность совокупности предприятий не превышать допустимую по санитарно-гигиеническим нормам концентрацию вредных веществ в воздухе[7]

## Дополнительные функции
Экологические ресурсы не только удовлетворяют непосредственные нужды человечества, они ещё и выполняют следующие функции:
- поддержка биоразнообразия и численности популяций растений и животных,
- преодоление пространственного конфликта между людьми и биоразнообразием;
- преодоление конфликта между биоразнообразием и экосистемными услугами в сельскохозяйственных ландшафтах;
- сохранение декоративных, образовательных или научно-исследовательских ценностей ландшафтов;
- защита почвенных и водных ресурсов;
- урегулирование конфликта между расходом воды и производством гидроэлектроэнергии;
- регулирование местного и регионального климата и состава атмосферы;
- примирение экономики и экологии: нахождение баланса функций устойчивости экосистем и деятельности человека

и ещё многие другие, описанные в специальном пособии «Оценивание экологических ресурсов и функций» (Valuation of ecological resources and functions).

## Управление экологическими ресурсами
Управление экологическими ресурсами — это управление взаимодействием человека с окружающей средой и воздействием человеческого общества на окружающую среду. Это не является, как может показаться, простым управлением природной средой, а является управлением экосистемными услугами. Цель управления экологическими ресурсами состоит в том, чтобы обеспечить защиту и поддержание экосистемных услуг для будущих поколений людей, а также для сохранения экосистемной целостности с учетом этических, экономических и научных (экологических) факторов. Управление экологическими ресурсами должно идентифицировать факторы, зависящие от конфликтов, возникающих из необходимости одновременно обеспечить нужды людей и защитить ресурсы. Таким образом, управление экологическими ресурсами связано с охраной окружающей среды и устойчивым развитием. Для управления экологическими ресурсами в разных странах при агентствах и министерствах охраны природы создаются специальные структуры типа «Отделов экологических ресурсов» или «Отделов экологических и водных ресурсов». Основные цели таких подразделений: 1) сохранение природного наследия, в том числе природных территорий, а также местных растений и животных; 2) Защита экологического здоровья путём восстановления экосистем и устранения угроз, в том числе защита от инвазивных видов; 3) выработка стратегии управления при участии местных общественных организаций, предоставляя информацию в области природопользования; 4) содействие осуществлению и пониманию природы через просвещение и природный туризм.
Для оптимизации управления экологическими ресурсами издаются специальные практические пособия.

## Отношение общественных организаций
Зелёные
В Глобальной хартии Зелёных отмечено, что экологические ресурсы важны для устойчивого развития и сосуществования природы и человечества и указаны в ряду компонентов экологической мудрости следующим образом:
- Мы признаём, что человеческие существа являются частью природного мира, и мы уважаем особые ценности всех форм жизни, включая нечеловеческие её формы.
- Мы признаём мудрость туземных народов мира, как хранителей земли и её ресурсов.
- Мы признаём, что человеческое общество зависит от экологических ресурсов планеты и должно обеспечивать целостность экосистем, сохранять биоразнообразие и гибкость поддерживающих жизнь систем[15].

Это требует:
- чтобы мы учились жить в рамках экологических и ресурсных ограничений планеты,
- чтобы мы защищали животную и растительную жизнь, и жизнь как таковую, которая поддерживается природными элементами: землёй, водой, воздухом и солнцем,
- чтобы там, где знание ограничено, мы избирали бы путь осторожности,
- чтобы обеспечить продолжающееся изобилие ресурсов планеты для настоящих и будущих поколений[15].

Многие общественные организации, включая христианские, публично призывают с особым вниманием относиться к экологическим ресурсам, признавая, что человеческое общество зависит от экологических ресурсов планеты, которые  обеспечивают целостность экосистем, сохранение биоразнообразия и устойчивость систем жизнеобеспечения . Даже на маленьких территориях изолированных островов начинают создаваться общественные объединения для сохранения экологических ресурсов островов .
В Докладе ООН 21—25 февраля 2005 года указано, что «Межправительственное консультативное совещание ООН призывает к укреплению национального потенциала развивающихся стран, с тем чтобы позволить им более рационально использовать свои экологические ресурсы и эффективно участвовать в проведении международных оценок состояния окружающей среды».